# Eda Erdem
Eda Erdem Dündar (Istambul, 22 de Junho de 1987) é uma voleibolista turca que atua na posição de meio de rede. Mede 1,88 m e pode atacar a 3,08 m e bloquear a 3,02 m. Desde 2008 atua no clube Fenerbahçe Opet.

## Clubes
| Clube               | De        | A         |
| ------------------- | --------- | --------- |
| Beşiktaş İstanbul   | 2004-2005 | 2007-2008 |
| Fenerbahçe İstanbul | 2008-2009 | 2023-2024 |

## Conquistas

### Clubes
- Campeonato Turco

2009, 2010, 2011,  2015 e 2017
- Copa da Turquia

2009-10, 2014-15 e 2016-17
- Supercopa Turca

2009, 2010 e 2015
- Campeonato Mundial de Clubes

2010 
- Liga dos Campeões da Europa

2012
- Copa CEV

2014

## Premiações Individuais
- Campeonato Europeu Sub-20 de 2004: "Melhor Bloqueadora"
- Campeonato Turco de 2005/2006: "Melhor Bloqueadora"
- Supercopa Turca de 2009: "Most Valuable Player (MVP)"
- Liga Europeia de 2010: "Melhor Bloqueadora"
- Campeonato Mundial de Clubes de 2010: "Melhor Saque"
- Liga Europeia de 2011: "Melhor Saque"
- Campeonato Turco de 2014/2015: "Melhor Central"
- Campeonato Europeu de 2015: "Melhor Central"
- Campeonato Turco de 2015/2016: "Melhor Central"
- Liga dos Campeões da Europa de 2015/2016: "Melhor Central"
- Campeonato Turco de 2016/2017: "Melhor Central"
- Campeonato Turco de 2016/2017: "Melhor Bloqueadora"
- Copa da Turquia de 2016: Most Valuable Player (MVP)"
- Campeonato Europeu de 2017: "Melhor Central"
- Campeonato Europeu de 2017: "Melhor Bloqueadora"
- Liga das Nações de 2018: "Melhor Central"
- Gloria Cup de 2018: "Most Valuable Player (MVP)"
- Campeonato Turco de 2018/2019: "Melhor Central"
- Campeonato Turco de 2018/2019: "Melhor Atacante"
- Campeonato Europeu de 2019: "Melhor Central"
- Campeonato Europeu de 2019: "Melhor Bloqueadora"
- Torneio Pré-Olímpico de 2020: "Melhor Central"
- Torneio Pré-Olímpico de 2020: "Melhor Bloqueadora"
- Campeonato Turco de 2020/2021: "Melhor Central"
- Liga dos Campeões da Europa de 2020/2021: "Melhor Central"
- Liga das Nações de 2021: "Melhor Central"
- Campeonato Europeu de 2021: "Melhor Central"